# Pedro Armendáriz
Pedro Armendáriz (ur. 9 maja 1912 w mieście Meksyk, zm. 18 czerwca 1963 w Los Angeles) – meksykański aktor filmowy, będący czołową postacią tzw. złotego wieku kina meksykańskiego lat 40. XX w. Występował z powodzeniem zarówno w filmach meksykańskich, jak i hollywoodzkich, m.in. Pozdrowieniach z Rosji (1963).

## Życiorys
Pochodził z rodziny o korzeniach meksykańsko-amerykańskich. Przez większość życia mieszkał w Stanach Zjednoczonych. Wystąpił w ponad 100 filmach. Znany był również na arenie międzynarodowej ze swojego charakterystycznego wyglądu: zielonych oczu, wąsów i kapelusza.
Zasiadał w jury konkursu głównego na 14. MFF w Cannes (1961). Jego syn Pedro Armendáriz Jr. również został aktorem.
Aktor popełnił samobójstwo w wieku 51 lat po czteroletniej walce z rakiem szyi. Dokonał tego z broni palnej w szpitalu UCLA w Los Angeles, gdy opiekująca się nim żona wyszła na chwilę po jedzenie. Do choroby przyczynił się prawdopodobnie udział Armendáriza w filmie Zdobywca (1956), kręconego w stanie Utah, w sąsiedztwie stanu Nevada, na terenie którego przeprowadzano testy atomowe, co spowodowało, że realizatorzy filmu byli wystawieni na działanie promieniotwórczych toksyn. W ciągu kolejnych 25 lat po nakręceniu filmu na raka zachorowało 91 z liczącej 220 członków ekipy. Spośród nich zmarło 46 osób, w tym odtwórcy głównych ról John Wayne i Susan Hayward, a także reżyser Dick Powell.
Armendáriz był już chory podczas realizacji Pozdrowień z Rosji. Zmarł jeszcze w trakcie zdjęć w czerwcu 1963 (premiera odbyła się w październiku). W scenie strzelaniny w pociągu zastępuje go dubler. Na udział w filmie zgodził się znosząc wielki ból, podobno tylko po to, by zapewnić rodzinie finansowe zasoby po swej śmierci.

## Wybrana filmografia
- Pozdrowienia z Rosji (1963) jako Kerim Bey
- Kapitan Sindbad (1963) jako El Kerim
- Przybycie Tytanów (1962) jako Cadmo
- Franciszek z Asyżu (1961) jako sułtan
- Wspaniały kraj (1959) jako Cipriano Castro
- Diane (1956) jako Franciszek I
- Zdobywca (1956) jako Jamuga
- Brutal (1952) jako Pedro
- Fort Apache (1948) jako sierżant Beaufort
- Trzej ojcowie chrzestni (1948) jako Pedro „Pete” Roca Fuerte
- Maria Candelaria (1944) jako Lorenzo Rafael